# Hamamelistes kagamii
Hamamelistes kagamii är en insektsart. Hamamelistes kagamii ingår i släktet Hamamelistes och familjen långrörsbladlöss. Inga underarter finns listade i Catalogue of Life.